# Neferkaure
Neferkaure byl egyptský faraon z 8. dynastie během prvního přechodného období. Vládl nad oblastí kolem města Memfisu, kde též sídlil.

## Zmínky
Zmínky o Neferkaurovi pocházejí z abydoského seznamu králů. Na turínském královském papyru se jeho jméno neobjevuje, protože část papyru, kde jeho jméno mohlo být uvedeno, se nedochovala, uvádí se zde však doba jeho vlády jako „4 roky, 2 měsíce a 0 dní“.
Neferkaure je také známý z fragmentového dekretu napsaného na vápencové desce, známého pod označením Koptoská vyhláška, která obsahuje Neferkaureho rozkazy pro úředníka Šemaie, tykající se chrámu boha Min v Koptosu.